# Temporada da NHL de 1957–58
A temporada da NHL de 1957–58 foi a 41.ª  temporada da National Hockey League (NHL). Seis times jogaram 70 partidas cada. O Montreal Canadiens venceu a Stanley Cup, derrotando o Boston Bruins por 4-2 na série melhor de 7 da final.

## Negócios da Liga
Foi anunciado em setembro que o Senador Hartland Molson havia comprado 60% das ações da Canadian Arena Company e do Montreal Canadiens do Senador Donat Raymond.

### Associação de Organização dos Jogadores
Doug Harvey e Ted Lindsay formaram a National Hockey League Players' Association (NHLPA), uma associação trabalhista dos jogadores, e processaram a NHL sobre a questão da pensão dos jogadores. Lindsay perdeu seu posto de capitão do Detroit Red Wings e foi trocado com o Chicago por conta de seus esforços.
Após a NHL rejeitar a negociar com os jogadores sobre benefícios e não abrir os livros do plano de pensão, a Associação de Jogadores abriu um processo antitruste. O processo alegava a monopolização da indústria de hóquei profissional desde 1926. Nessa época, os jogadores do Toronto Maple Leafs votaram unanimamente para certificar a união.
A NHL começou a lutar de volta. Primeiro, eles trocaram Lindsay para Chicago a fim de separá-lo do Red Wings, o qual a NHLPA havia posto como alvo para uma votação de união. Depois, Jack Adams espalhou falsas estórias na mídia alegando que várias calúnias haviam sido feitas por Lindsay contra os jogadores dos Red Wings, e produziu um falso contrato para a imprensa mostrando um salário super-faturado para Lindsay, maior que o de Gordie Howe. A falcatrua funcionou e os jogadores dos Red Wings votaram por não se associarem à organização.
Apesar disso, o processo antitruste colocou a NHLPA em uma posição forte. Em um acordo fora da corte em 5 de fevereiro de 1958, a NHL prometeu:
- um salário mínimo de $7000,
- um aumento nos benefícios de pensão,
- benefícios de hospitalização aumentados,
- um limite no número de partidas amistosas,
- o jogador deveria ser o único a julgar sua capacidade de atuar após uma lesão.

## Temporada Regular
Essa temporada viu o Montreal Canadiens voltar ao primeiro lugar geral, enquanto o líder da temporada anterior, o Detroit Red Wings, derrapou para terceira. O jogador de Montreal Maurice "Rocket" Richard tornou-se o primeiro jogador da NHL a marcar 500 gols na carreira, Jacques Plante ganhou seu terceiro Troféu Vezina seguido, e Doug Harvey seu quarto Troféu Memorial James Norris seguido.
Glenn Hall, após dois anos de playoff nos quais os Wings foram eliminados, foi trocado junto com Ted Lindsay para o Chicago Black Hawks e Terry Sawchuk foi trazido de volta para Detroit em um acordo que viu Larry Hillman e Johnny Bucyk irem para Boston. Chicago quase atingiu os playoffs, e a atuação de Hall, incluindo sete jogos sem sofrer gols, um dos quais foi sua estreia pelos Hawks, fez dele um concorrente para o Troféu Memorial Hart.
Em 19 de outubro de 1957, Rocket Richard, em uma vitória por 3–1 sobre Chicago, marcou seu 500° gol na carreira, contra Glenn Hall. Ele imediatamente dedicou o gol ao seu antigo treinador Dick Irvin, que havia morrido em 15 de maio de 1957, após uma longa batalha contra o câncer ósseo.
Quando Marcel Paille foi tradizo para os Rangers de Providence da AHL no lugar do aflito Gump Worsley, ele brilhou, e Worsley foi enviado para Providence, embora ele tenha sido chamado de volta. Worsley teve sua melhor campanha até esse ponto, com uma média de gols coontra de 2,32 por partida e quatro jogos sem sofrer gols, e os Rangers terminaram em segundo — sua melhor posição desde 1941–42.
Dois postulanetes ao Troféu Memorial Calder, o jogador de Chicago Bobby Hull e o dos Toronto Maple Leafs Frank Mahovlich, batalharam toda a temporada pela honraria de melhor estreante. Mahovlich prevaleceu, embora os Maple Leafs tenham ficado em último na NHL.
Essa temporada também viu o primeiro jogador de ascendência africana a jogar na liga. Willie O'Ree estreou com o Boston Bruins em 18 de janeiro de 1958, em um jogo contra os Canadiens em Montreal.

### Classificação Final
Nota: PJ = Partidas Jogadas, V = Vitórias, D = Derrotas, E = Empates, Pts = Pontos, GP = Gols Pró, GC = Gols Contra

Times que se classificaram aos play-offs estão destacados em negrito
| National Hockey League | PJ | V  | D  | E  | Pts | GP  | GC  |
| ---------------------- | -- | -- | -- | -- | --- | --- | --- |
| Montreal Canadiens     | 70 | 43 | 17 | 10 | 96  | 250 | 158 |
| New York Rangers       | 70 | 32 | 25 | 13 | 77  | 195 | 188 |
| Detroit Red Wings      | 70 | 29 | 29 | 12 | 70  | 176 | 207 |
| Boston Bruins          | 70 | 27 | 28 | 15 | 69  | 199 | 194 |
| Chicago Black Hawks    | 70 | 24 | 39 | 7  | 55  | 163 | 202 |
| Toronto Maple Leafs    | 70 | 21 | 38 | 11 | 53  | 192 | 226 |

### Artilheiros
PJ = Partidas Jogadas, G = Gols, A = Assistências, Pts = Pontos, PEM = Penalizações em Minutos
| Jogador         | Time                | PJ | G  | A  | Pts | PEM |
| --------------- | ------------------- | -- | -- | -- | --- | --- |
| Dickie Moore    | Montreal Canadiens  | 70 | 36 | 48 | 84  | 65  |
| Henri Richard   | Montreal Canadiens  | 67 | 28 | 52 | 80  | 56  |
| Andy Bathgate   | New York Rangers    | 65 | 30 | 48 | 78  | 42  |
| Gordie Howe     | Detroit Red Wings   | 64 | 33 | 44 | 77  | 40  |
| Bronco Horvath  | Boston Bruins       | 67 | 30 | 36 | 66  | 71  |
| Ed Litzenberger | Chicago Black Hawks | 70 | 32 | 30 | 62  | 63  |
| Fleming Mackell | Boston Bruins       | 70 | 20 | 40 | 60  | 72  |
| Jean Beliveau   | Montreal Canadiens  | 55 | 27 | 32 | 59  | 93  |
| Alex Delvecchio | Detroit Red Wings   | 70 | 21 | 38 | 59  | 22  |
| Don McKenney    | Boston Bruins       | 70 | 28 | 30 | 58  | 22  |

## Prêmios da NHL
| Prêmios da NHL de 1957-58     | Prêmios da NHL de 1957-58            |
| ----------------------------- | ------------------------------------ |
| Troféu Príncipe de Gales:     | Montreal Canadiens                   |
| Troféu Art Ross:              | Dickie Moore, Montreal Canadiens     |
| Troféu Memorial Calder:       | Frank Mahovlich, Toronto Maple Leafs |
| Troféu Memorial Hart:         | Gordie Howe, Detroit Red Wings       |
| Troféu Memorial James Norris: | Doug Harvey, Montreal Canadiens      |
| Troféu Memorial Lady Byng:    | Camille Henry, New York Rangers      |
| Troféu Vezina:                | Jacques Plante, Montreal Canadiens   |

### Times das Estrelas
| Primeiro Time                     | Position | Segundo Time                        |
| --------------------------------- | -------- | ----------------------------------- |
| Glenn Hall, Chicago Black Hawks   | G        | Jacques Plante, Montreal Canadiens  |
| Doug Harvey, Montreal Canadiens   | D        | Fern Flaman, Boston Bruins          |
| Bill Gadsby, New York Rangers     | D        | Marcel Pronovost, Detroit Red Wings |
| Henri Richard, Montreal Canadiens | C        | Jean Beliveau, Montreal Canadiens   |
| Gordie Howe, Detroit Red Wings    | RW       | Andy Bathgate, New York Rangers     |
| Dickie Moore, Montreal Canadiens  | LW       | Camille Henry, New York Rangers     |

## Estreias
O seguinte é uma lista de jogadores importantes que jogaram seu primeiro jogo na NHL em 1957-58 (listados com seu primeiro time, asterisco(*) marca estreia nos play-offs):
- Willie O'Ree, Boston Bruins
- Bobby Hull, Chicago Black Hawks
- Murray Oliver, Detroit Red Wings
- Ab McDonald*, Montreal Canadiens
- Carl Brewer, Toronto Maple Leafs
- Bob Nevin, Toronto Maple Leafs

## Últimos Jogos
O seguinte é uma lista de jogadores importantes que jogaram seu último jogo na NHL em 1957-58 (listados com seu último time):
- Johnny Peirson, Boston Bruins
- Jimmy Thomson, Chicago Black Hawks
- Tony Leswick, Detroit Red Wings
- Metro Prystai, Detroit Red Wings
- Floyd Curry, Montreal Canadiens
- Sid Smith, Toronto Maple Leafs